# MFI ワールド・マッチプレイ
MFI ワールド・マッチプレイは、ワールド・ダーツ・フェデレイション (WDF) のメンバーであるブリティッシュ・ダーツ・オーガナイゼイション (BDO) が開催していたダーツのトーナメントである。
現在、プロフェッショナル・ダーツ・コーポレイション (PDC) が開催している同名のワールド・マッチプレイとは、何の関連もない。
このトーナメントは、初回の1983年に、ジョン・ロウがテレビ放送史上初のナイン・ダート・フィニッシュを達成した、歴史的意義のあるトーナメントである。
また、優勝賞金は、当時のワールド・チャンピオンシップを超えて、最も高かった。

## カテゴリ
このトーナメントは、WDFのランキングに反映されないトーナメントであった。
なお、BDOのカテゴリは、不明である。

## 日程・会場・放送など
日程、会場、スポンサー、テレビ放送は以下の通りである。
| 年   | 開始日          | 終了日          | 開催日数 | 会場                                  | スポンサー | 使用ボード | テレビ放送 |
| ---- | --------------- | --------------- | -------- | ------------------------------------- | ---------- | ---------- | ---------- |
| 1984 | 1984/10/12 (金) | 1984/10/14 (日) | 3        | フルクラム・センター (スラウ)         | MFI        | WINMAU     | ITV        |
| 1985 | 1985/10/11 (金) | 1985/10/13 (日) | 3        | フルクラム・センター (スラウ)         | MFI        | WINMAU     | ITV        |
| 1986 | 1986/10/10 (金) | 1986/10/12 (日) | 3        | フェスティヴァル・ホール (エセックス) | MFI        | WINMAU     | ITV        |
| 1987 | 1987/10/9 (金)  | 1987/10/11 (日) | 3        | フェスティヴァル・ホール (エセックス) | MFI        | WINMAU     | ITV        |
| 1988 | 1988/10/21 (金) | 1988/10/23 (日) | 3        | フェスティヴァル・ホール (エセックス) | MFI        | WINMAU     | ITV        |

## ナイン・ダート・フィニッシュ
このトーナメントは、テレビ放送されるトーナメントで、初めてナイン・ダート・フィニッシュが達成されたトーナメントである。
ジョン・ロウは、1984年の10月13日、対キース・デラー戦において、180を2回決め、その後、T17、T18、D18で141をフィニッシュし、この前人未到の偉業を達成した。
彼は、その後も勝ち進んでチャンピオンとなり、161のフィニッシュでハイエスト・チェクアウトも達成する。
試合終了後、彼は、スラウのホテルで、彼のおごりでだれにでもシャンパンを振る舞えるように手配したという。
しかし、複雑な税法のために、ロウが賞金を受け取るのは、2年後のこととなる。
なお、2002年、フィル・テイラーによってPDCのテレビ放送されるトーナメントで初めてナイン・ダート・フィニッシュが達成されたのも、別トーナメントだが同名のワールド・マッチプレイであった。

## 賞金額
このトーナメントは、"The Richest Prize In Darts" というキャッチ・フレーズがあったように、優勝やナイン・ダート・フィニッシュの賞金額の高さも特徴となっている。
総額では基本的に下回るものの、優勝賞金は、全ての年において同年のワールド・チャンピオンシップを上回っており、ナイン・ダート・フィニッシュの賞金に関しては、2011年のワールド・チャンピオンまでのWDFのメンバーが開催する全トーナメントのいかなる賞金も、これを超えるものは、未だに存在しない。
PDCのトーナメントを含めても、£102,000を超える賞金は、2009年のワールド・チャンピオンシップまで、待たねばならなかった 。
以下の表は、BDO ワールド・プロフェッショナル・ダーツ・チャンピオンシップス (メンズ) との比較である。
なお、WCは、ワールド・チャンピオンシップ、WMはワールド・マッチプレイを意味する。
| 年          | 賞金総額 | 優勝     | 準優勝  | 9ダーター |
| ----------- | -------- | -------- | ------- | --------- |
| 1984 BDO WC | £38,500  | £9,000   | £4,000  | -         |
| 1984 BDO WM | £139,000 | £12,000  | £5,000  | £102,000  |
| 1985 BDO WC | £43,000  | £10,000  | £5,000  | -         |
| 1985 BDO WM | £42,000  | £15,000  | £6,000  | -         |
| 1986 BDO WC | £52,500  | £12,000  | £6,000  | -         |
| 1986 BDO WM | £42,500  | £15,000  | £6,000  | -         |
| 1987 BDO WC | £60,300  | £14,000  | £7,000  | -         |
| 1987 BDO WM | £48,900  | £18,000  | £7,000  | -         |
| 1988 BDO WC | £71,600  | £16,000  | £8,000  | -         |
| 1988 BDO WM | £53,000  | £21,000  | £7,500  | -         |
| 1989 BDO WC | £86,900  | £20,000  | £10,000 | -         |
| 1990 BDO WC | £153,200 | £24,000  | £12,000 | £52,000   |
| 2011 BDO WC | £261,000 | £100,000 | £30,000 |           |

以下の表は、他のトーナメントにおける£100,000以上の賞金や主なナイン・ダート・フィニッシュの賞金との比較である。
| 年   | 団体 | トーナメント                       | 項目      | プレイヤー                         | 賞金額            |
| ---- | ---- | ---------------------------------- | --------- | ---------------------------------- | ----------------- |
| 1984 | BDO  | ワールド・マッチプレイ             | 9ダーター | ジョン・ロウ                       | £102,000          |
| 1990 | BDO  | ワールド・チャンピオンシップ       | 9ダーター | ポール・リム                       | £52,000           |
| 2002 | PDC  | ワールド・マッチプレイ             | 9ダーター | フィル・テイラー                   | £100,000          |
| 2004 | PDC  | UKオープン                         | 9ダーター | フィル・テイラー                   | バドワイザー501本 |
| 2005 | PDC  | UKオープン                         | 9ダーター | フィル・テイラー                   | バドワイザー501本 |
| 2006 | PDC  | ワールド・チャンピオンシップ       | 優勝      | フィル・テイラー                   | £100,000          |
| 2008 | PDC  | チャンピオンシップ・リーグ・ダーツ | 9ダーター | エイドリアン・ルイス               | £50               |
| 2008 | PDC  | プレミア・リーグ・ダーツ           | 優勝      | フィル・テイラー                   | £100,000          |
| 2008 | PDC  | グランド・スラム・オヴ・ダーツ     | 優勝      | フィル・テイラー                   | £100,000          |
| 2009 | PDC  | ワールド・チャンピオンシップ       | 優勝      | フィル・テイラー                   | £125,000          |
| 2009 | PDC  | ワールド・チャンピオンシップ       | 9ダーター | レイモンド・ファン・バルネフェルト | £25,000           |
| 2009 | PDC  | プレミア・リーグ・ダーツ           | 優勝      | ジェームズ・ウェイド               | £125,000          |
| 2009 | PDC  | ワールド・マッチプレイ             | 優勝      | フィル・テイラー                   | £100,000          |
| 2009 | PDC  | チャンピオンシップ・リーグ・ダーツ | 9ダーター | フィル・テイラー                   | £50               |
| 2009 | PDC  | チャンピオンシップ・リーグ・ダーツ | 9ダーター | イェレ・クラーセン                 | £50               |
| 2009 | PDC  | ワールド・グランプリ               | 優勝      | フィル・テイラー                   | £100,000          |
| 2009 | PDC  | グランド・スラム・オヴ・ダーツ     | 優勝      | フィル・テイラー                   | £100,000          |
| 2010 | BDO  | ワールド・チャンピオンシップ       | 優勝      | マーティン・アダムズ               | £100,000          |
| 2010 | PDC  | ワールド・チャンピオンシップ       | 優勝      | フィル・テイラー                   | £200,000          |
| 2010 | PDC  | ワールド・チャンピオンシップ       | 準優勝    | サイモン・ウィットロック           | £100,000          |
| 2010 | PDC  | ワールド・チャンピオンシップ       | 9ダーター | レイモンド・ファン・バルネフェルト | £25,000           |
| 2010 | PDC  | プレミア・リーグ・ダーツ           | 優勝      | フィル・テイラー                   | £125,000          |
| 2010 | PDC  | ワールド・マッチプレイ             | 優勝      | フィル・テイラー                   | £100,000          |
| 2010 | PDC  | ワールド・グランプリ               | 優勝      | ジェームズ・ウェイド               | £100,000          |
| 2010 | PDC  | グランド・スラム・オヴ・ダーツ     | 優勝      |                                    | £100,000          |
| 2011 | BDO  | ワールド・チャンピオンシップ       | 優勝      |                                    | £100,000          |
| 2011 | PDC  | ワールド・チャンピオンシップ       | 優勝      |                                    | £200,000          |
| 2011 | PDC  | ワールド・チャンピオンシップ       | 準優勝    |                                    | £100,000          |

## 結果
このトーナメントの結果は、以下の通りである。
全回、セッツ形式となっており、HCは、ハイエスト・チェクアウトを意味する。
| 年   | チャンピオン         | スコア | 準優勝                 | 9ダーター    | HC (2nd HC)                                                                   | 賞金総額 | 優勝    | 準優勝 | 9ダーター | HC     | 2nd HC |
| ---- | -------------------- | ------ | ---------------------- | ------------ | ----------------------------------------------------------------------------- | -------- | ------- | ------ | --------- | ------ | ------ |
| 1984 | ジョン・ロウ         | 5-3    | クリフ・ラザレンコ     | ジョン・ロウ | ジョン・ロウ (161)                                                            | £139,000 | £12,000 | £5,000 | £102,000  | £1,000 | -      |
| 1985 | エリック・ブリストウ | 5-4    | ボブ・アンダーソン     | -            | 不明                                                                          | £42,000  | £15,000 | £6,000 | -         | £1,000 | -      |
| 1986 | マイク・グレゴリー   | 5-1    | ジョッキー・ウィルソン | -            | トニー・ペイン (161) マイク・グレゴリー                                       | £42,500  | £15,000 | £6,000 | -         | £1,500 | -      |
| 1987 | ボブ・アンダーソン   | 5-1    | ジョン・ロウ           | -            | ボブ・アンダーソン (161) ( ジョッキー・ウィルソン(151))                       | £48,900  | £18,000 | £7,000 | -         | £1,000 | £500   |
| 1988 | エリック・ブリストウ | 5-1    | ボブ・シンネーブ       | -            | ラッセル・スチュアート (161) ボブ・シンネーヴ クリフ・ラザレンコ ジョン・ロウ | £53,000  | £21,000 | £7,500 | -         | £1,000 | -      |

## 記録

### 最多優勝
- 2  エリック・ブリストウ[3]
- 1  ジョン・ロウ
- 1  マイク・グレゴリー
- 1  ボブ・アンダーソン

### 最多勝利
- 9  エリック・ブリストウ (4回: 1985, 1988;　1回: 1987)
- 9  ボブ・アンダーソン (4回: 1987;　3回: 1985;　2回: 1984)

### 不敗記録
- 6  マイク・グレゴリー (1986年第1ラウンド - 1987年準決勝)

### ナイン・ダート・フィニッシュ
- 1  ジョン・ロウ (1984)[3]

### ハイエスト・チェクアウト
1985年の記録のみ、不明。
- 2  ジョン・ロウ (1984:161, 1988:161)
- 1  トニー・ペイン (1986:161)、 マイク・グレゴリー (1986:161)、 ボブ・アンダーソン (1987:161)、 ラッセル・スチュアート (1988:161)、 ボブ・シンネーブ (1988:161)、 クリフ・ラザレンコ (1988:161)

#### セカンド・ハイエスト・チェクアウト
1987年の記録のみ。
- 1  ジョッキー・ウィルソン (151)